# جورج غرنفيل
جورج غرنفيل (بالإنجليزية: George Grenville)‏ سياسي بريطاني (14 أكتوبر 1712-13 نوفمبر 1770). تولى رئاسة الوزارة في بريطانيا من 16 أبريل 1763 إلى 13 يوليو 1765. هو والد وليام غرنفيل، الذي تولى رئاسة الوزارة فيما بعد.
في عام 1754، صار غرنفيل أمين خزينة البحرية، وهو منصب شغله مرتين حتى عام 1761. في أكتوبر 1761، اختار البقاء في الحكومة وقبل منصبه الجديد رئيسًا لمجلس العموم، ما سبب قطيعة بينه وبين صهره ويليام بيت الذي استقال. سمى رئيس الوزراء الجديد لورد بيوت غرنفيلَ لاحقًا أمين الدولة عن القسم الشمالي والسيد الأول للأميرالية. في الثامن من أبريل 1763، استقال لورد بيوت، وتولى غرنفيل منصبه رئيسًا للوزراء. حاولت حكومته السيطرة على الإنفاق العام واتبعت سياسة خارجية حاسمة. أشهر سياساته هي قانون الطوابع، وهي ضريبة طويلة الأمد في بريطانيا العظمى وسعها غرنفيل لتشمل المستعمرات في أمريكا، لكنها حرضت على معارضة واسعة النطاق في مستعمرات بريطانيا الأمريكية وألغيت لاحقًا. حظي غرنفيل بعلاقات متزايدة التوتر مع زملائه والملك وفي عام 1765 أقاله الملك جورج الثالث وحل محله لورد روكنغهام. في آخر خمس سنوات من حياته، قاد غرنفيل مجموعة من داعميه في المعارضة وأقام مصالحة عامة مع بيت.

## نشأته
وُلد غرنفيل في وتون هاوس في 14 أكتوبر 1712. كان ثاني أبناء ريتشارد غرنفيل وهيستر تيمبل (التي صارت لاحقًا الكونتيسة تيمبل الأولى). كان أحد خمسة أخوة صاروا كلهم أعضاء في البرلمان. تزوجت أخته هيستر غرنفيل من شخصية سياسية رائدة هي ويليام بيت. كان أخوه الأكبر ريتشارد غرنفيل، الذي صار لاحقًا الإيرل تيمبل الثاني. انتوى والدا جورج غرنفيل أنه يجب أن يصير محاميًا. تلقى غرنفيل تعليمه في كلية إيتون وفي كنيسة المسيح، أوكسفورد، واستُدعي إلى نقابة المحامين عام 1736.

## السياسة

### مواليًا
دخل البرلمان عام 1741 بصفته واحدًا من عضوين عن باكينغهام، واستمر في تمثيل تلك الدائرة للسنوات التسع والعشرين التالية حتى وفاته. شعر بخيبة أمل بسبب التخلي عما بدا مهنة قانونية واعدة بسبب إشكالات في سياسات المعارضة.
في البرلمان، انضم إلى حزب «بوي باتريوت»، الذي عارض السير روبيرت والبول. كان يتمتع – على وجه الخصوص – برعاية لورد كوبهام، وهو قائد فصيل ضم جورج غرنفيل وأخيه ريتشارد وويليام بيت وجورج ليتيلتون وعُرف لاحقًا باسم أشبال كوبهام.

### انضمامه إلى السلطة
في ديسمبر 1744، صار قائد الأميرالية في حكومة هنري بيلهام. تحالف مع شقيقه ريتشارد ومع ويليام بيت (الذي صار صهرهما في عام 1754) في إجبار بيلهام على منحهم الترقية من خلال التمرد على سلطته وعرقلة العمل. في يونيو 1747، صار غرنفيل سيد الخزينة.
في عام 1754، عُين غرنفيل أمين خزينة البحرية وعضو المجلس الخاص للمملكة المتحدة. إلى جانب بيت والعديد من زملائه الآخرين، فُصل في عام 1755 بعد ذم الحكومة والتصويت ضدها في نقاش حول معاهدة الدعم الأخيرة مع روسيا والتي اعتقدوا أنها مكلفة بلا داعٍ، وسوف تجر بريطانيا إلى نزاعات أوروبية قارية. كانت معارضة التشابكات الأوروبية حجر الزاوية في تفكير اليميني الوطني.
انضم وبيت إلى المعارضة، وناقشا حكومة نيوكاسل. دافع كل من غرنفيل وبيت عن تشكيل ميليشيا بريطانية لتوفير المزيد من الأمن بدلًا من نشر مرتزقة هسيين تفضلهم الحكومة. مع تدهور الوضع العسكري بعد خسارة مينوركا، ازداد ضعف الحكومة حتى اضطرت إلى الاستقالة في خريف 1756.

## في الحكومة مع بيت

### أمين خزينة البحرية
شكل بيت بعد ذلك حكومة يقودها دوق ديفونشاير. أُعيد غرنفيل إلى منصبه أمينًا لخزينة البحرية، ما كان خيبة أمل كبيرة نظرًا لأنه كان يتوقع الحصول على منصب أمين صندوق القوات المرموق أكثر والمربح أكثر. تراكم هذا فوق ما اعتبره غرنفيل سلسلة من الإهانات السابقة حيث تجاوزه بيت موليًا المناصب لرجال لم يرَ أنهم يتمتعون بمواهب أحسن من مواهبه. مذ ذاك الحين فصاعدًا، بدأ غرنفيل يشعر باستياء متزايد ناحية بيت، وازداد قربًا من أمير ويلز الشاب ومستشاره لورد بيوت الذين كانا معارضين لبيت.
في عام 1758، بصفته أمين خزينة البحرية، قدم ونفذ مشروع قانون أنشأ نظامًا أعدل لدفع أجور البحارة وإعالة أسرهم أثناء تواجدهم في البحر، ما أُشيد به لإنسانيته إن لم يكن لفعاليته. ظل في منصبه في خلال سنوات الانتصارات البريطانية، ولا سيما في آنوس ميرابيليس (العام الرائع) 1759، والتي ذهب الفضل فيها إلى الحكومة التي كان عضوًا فيها. لكن ابنه البالغ من العمر سبع سنوات توفي بعد صراع طويل مع المرض وظل غرنفيل بجانبه في منزلهم الريفي في وتون ونادرًا ما زار لندن.
في عام 1761، عندما استقال بيت بسبب مسألة الحرب مع إسبانيا، وشغل بعد ذلك منصب زعيم مجلس العموم في حكومة لورد بيوت. كان يُنظر إلى دور غرنفيل على أنه محاولة لإبقاء شخص ما على صلة وثيقة ببيت منخرطًا في الحكومة، من أجل منع بيت وأنصاره من معارضة الحكومة بصورة نشطة. ومع ذلك، سرعان ما أدى ذلك إلى صراع بين غرنفيل وبيت. كان يُنظر إلى غرنفيل أيضًا على أنه مرشح مناسب لأن شهرته في الصدق تعني أنه يحظى بالولاء والاحترام بين أعضاء البرلمان المستقلين.

### أمين الدولة عن القسم الشمالي
في مايو 1762، عُين غرنفيل أمين الدولة عن القسم الشمالي، حيث اتخذ موقفًا متشددًا بصورة متزايدة في المفاوضات مع فرنسا وإسبانيا المصممة لإنهاء حرب السنوات السبع. 
طالب غرنفيل بتعويض أكبر بكثير مقابل عودة الغزوات البريطانية، بينما فضل بيوت موقفًا أكثر سخاء والذي شكل في النهاية أساس معاهدة باريس. على الرغم من ذلك، أصبح غرنفيل بعدها مرتبطًا ببيوت بدلًا من حلفائه السياسيين السابقين الذين كانوا أكثر صراحةً في معارضتهم لاتفاقية السلام مما كان عليه. في أكتوبر، عُين السيد الأول للأميرالية. تولى هنري فوكس منصب رئيس مجلس العموم، وفرض معاهدة السلام على البرلمان.
تزايد رفض موقف بيوت لأنه كان مكروهًا للغاية، ما قاده إلى تقديم استقالته إلى الملك جورج الثالث في عدة مناسبات. قبل جورج الثالث في النهاية استقالته على كره، وقبِل أن يكون غرنفيل خليفته، على الرغم من كراهيته الشخصية له. في أبريل 1763، أصبح غرنفيل أول سيد للخزينة ومستشارًا للخزانة خلفًا لبيوت بصفة وزير أول بعد أن رفض هنري فوكس الوظيفة.

## روابط خارجية
- جورج غرنفيل على موقع الموسوعة البريطانية (الإنجليزية)
- جورج غرنفيل على موقع إن إن دي بي (الإنجليزية)